# Гуров, Михаил Николаевич

Михаил Николаевич Гуров (род. 22 января 1988, Ростов-на-Дону) — российский педагог. С 2016 года работает учителем математики в частном общеобразовательном учреждении «Лицей классического элитарного образования» в Ростове-на-Дону. «Учитель года России» (2020). 

## Биография

### Ранние годы
Родился 22 января 1988 года. 
Учился в школе №83 Железнодорожного района Ростова-на-Дону. По окончании 9 класса поступил в Ростовский морской колледж имени Г. Я. Седова. Учился в колледже 2 года. 
В 2005 году поступил в Южный федеральный университет на факультет математики, механики и компьютерных наук. 
В 2009 году окончил бакалавриат, получив диплом с отличием — бакалавр математики по направлению «01.01.00 Математика». Продолжил образование в магистратуре.
В 2010 году начал работать как преподаватель математики в летнем профильном лагере для одаренных детей, организованном ростовским областным центром дополнительного образования детей. В дальнейшем работал в этом центре на должности педагога дополнительного образования с 2010 года по 2018 год.
В 2011 году в 23 года окончил магистратуру, получив диплом с отличием — магистр математики по направлению «01.01.02 Математика». Затем в поступил в магистратуру в Южно-Российский гуманитарный институт на экономический факультет. 

### Карьера в сфере образования
В 2012—2013 годах работал на кафедре интегральных и дифференциальных уравнений Южного федерального университета. В 2012—2016 годах работал в Южном математическом институте. Также с 2012 по 2018 год работал учителем математики в муниципальных школах Ростова-на-Дону: МАОУ «Лицей № 11» и МБОУ «Гимназия № 95». 
В 2013 году окончил магистратуру, получил диплом с отличием — магистр по направлению «080100.68 Экономика».
В 2014—2016 годах учился в Южном федеральном университете в магистратуре по направлению подготовки «Педагогическое образование». 
В 2016 году окончил Институт математики механики и компьютерных наук (мехмат) Южного федерального университета, кандидат физико-математических наук (01.01.01 – вещественный, комплексный и функциональный анализ).
С 2016 года работает учителем математики в частном общеобразовательном учреждении «Лицей классического элитарного образования» в Ростове-на-Дону. 
В 2017 году окончил магистратуру в Академии психологии и педагогики Южного федерального университета, получил диплом с отличием — магистр по направлению «44.04.01 Педагогическое образование».
С 2017 года Михаил Гуров начал участвовать в различных конкурсах и олимпиадах для учителей математики. 
В октябре 2018 года участвовал в первом конкурсе учителей математики Юга России, проходившем в Майкопе. Получил диплом II степени.
В начале 2019 года стал победителем третьей олимпиады по геометрии для учителей математики, призёром XIII всероссийского заочного конкурса учителей математики. Также весной 2019 года стал лауреатом областного конкурса «Учитель года Дона – 2019».
В конкурсе «Учитель года России — 2019» стал победителем на муниципальном этапе.
В октябре 2019 года участвовал во втором конкурсе учителей математики Юга России, проходившем в Майкопе. Получил диплом II степени.
В следующем году вновь участвовал в конкурсе «Учитель года России — 2020», получил право представлять Ростовскую область. Финал конкурса проходил с 30 января по 1 февраля 2021 года в Волгограде. За звание учителя года в разных испытаниях боролись 15 лауреатов. 2 февраля 2021 года Министерство просвещения объявило победителем конкурса Михаила Гурова Министр просвещения Сергей Кравцов на церемонии награждения объявил, что Гуров как победитель по традиции станет его советником. После победы в конкурсе губернатор Ростовской области Василий Голубев вручил Михаилу Гурову сертификат на трёхкомнатную квартиру.

### Выборы в Государственную думу
В апреле 2021 года Михаил Гуров подал документы на участие в праймериз «Единой России» по отбору кандидатов на выборах депутатов Госдумы 8 созыва, запланированных в сентябре. На тот момент уже было заявлено, что в первую тройку кандидатов от «Единой России» в Ростовской области войдут губернатор Василий Голубев, главврач Областной детской клинической больницы Светлана Пискунова и учитель Михаил Гуров. При этом всех их называли «спойлерами», которые не планируют становиться депутатами и откажутся от мандатов, чтобы их получили следующие участники списка.
В июле 2021 года выдвинут на выборы в Государственную думу 8 созыва в составе списка партии «Единая Россия» в региональной группе № 45 (Ростовская область), шёл третьим номером после губернатора Ростовской области Василия Голубева, Светланы Пискуновой. На состоявшихся 17—19 сентября 2021 года выборах группа № 45 Единой России в Ростовской области получила 4 мандата. После выборов первые трое кандидатов в списке, в том числе и Гуров, отказались от мандатов, которые были переданы следующим.

## Приложения
1. ↑  I Конкурс учителей математики Юга России, 2018. Дата обращения: 28 февраля 2022. Архивировано 28 февраля 2022 года.
2. ↑  II Конкурс учителей математики Юга России, 2019. Дата обращения: 28 февраля 2022. Архивировано 28 февраля 2022 года.
3. ↑  Учителем года стал преподаватель математики из Ростова-на-Дону. 2.02.2021. Дата обращения: 28 февраля 2022. Архивировано 28 февраля 2022 года.
4. ↑  "Учителю года - 2020" из Ростова-на-Дону подарили квартиру. 24.02.2021. Дата обращения: 28 февраля 2022. Архивировано 28 февраля 2022 года.
5. ↑  Учитель года России из Ростова подал заявку на участие в праймериз в Госдуму. 15.01.2021. Дата обращения: 28 февраля 2022. Архивировано 28 февраля 2022 года.
6. ↑  Выборы депутатов Государственной Думы Федерального Собрания Российской Федерации восьмого созыва. Дата обращения: 28 февраля 2022. Архивировано 18 февраля 2022 года.
7. ↑  Страничка на сайте ЦИК. Дата обращения: 29 сентября 2021. Архивировано 29 сентября 2021 года.
8. ↑  Глава Ростовской области отказался от мандата депутата Госдумы. 30.09.2021. Дата обращения: 28 февраля 2022. Архивировано 28 февраля 2022 года.